# Petter-Wieselmaki
Der Petter-Wieselmaki (Lepilemur petteri) ist eine auf Madagaskar lebende Primatenart aus der Gruppe der Wieselmakis innerhalb der Lemuren. Die Art wurde 2006 erstbeschrieben, der Name ehrt den Primatenforscher Jean-Jacques Petter.

## Merkmale
Petter-Wieselmakis zählen zu den kleinsten Vertretern ihrer Gattung. Sie erreichen eine Kopfrumpflänge von 22 bis 24 Zentimeter, wozu noch ein rund 24 Zentimeter langer Schwanz kommt. Ihr Gewicht beträgt etwa 0,6 Kilogramm. Ihr Fell ist auf der Oberseite grau oder graubraun gefärbt, die Unterseite ist weißlich-grau. Der Kopf ist rundlich und ebenfalls grau gefärbt. Die Augen sind relativ groß und von weißen Flecken umgeben, auch die Kehle ist weiß.

## Verbreitung und Lebensweise

Verbreitungsgebiet des Petter-Wieselmakis (rot)

Petter-Wieselmakis sind nur aus einem kleinen Gebiet im südlichen Madagaskar, der Beza-Mahafaly-Region bekannt. Soweit bekannt, leben sie nur südlich des Flusses Onilahy und westlich der Flüsse Linta und Menarandra, ihr genaues Verbreitungsgebiet ist unklar. Sie bewohnen trockene Wälder, insbesondere Dorn- und Galeriewälder.
Petter-Wieselmakis sind nachtaktiv und halten sich meist auf Bäumen auf. Tagsüber schlafen sie in Baumhöhlen oder im Pflanzendickicht, in der Nacht begeben sie sich auf Nahrungssuche. Dabei bewegen sie sich senkrecht kletternd und springen fort. Sie bewohnen feste Reviere, die sie mit Rufen markieren. Ihre Nahrung dürfte aus Blättern, Blüten und anderen Pflanzenteilen bestehen.

## Gefährdung
Die IUCN listet die Art als „stark gefährdet“ (endangered).